# India portoghese
L'India portoghese, ufficialmente lo "Stato dell'India" (pt. Estado da Índia) o "Stato portoghese dell'India", è stata una piccola colonia  dell'Impero portoghese, esistita tra il 1500 e il 1961. Aveva anche una sua inquisizione (v. inquisizione di Goa). Cessò di esistere quando l'India, al rifiuto di António de Oliveira Salazar di concederle, dopo Diu e Daman, anche Goa, invase quest'ultima (1961).
Lo Stato dell'India portoghese è stato fondato nel 1505 come un vicereame del Regno del Portogallo, sei anni dopo la scoperta di una rotta marittima tra il Portogallo e l'India, per servire come il plenipotenziario organo di governo di una serie di fortezze portoghesi e colonie d'oltremare. Il primo viceré fu Francisco de Almeida, che stabilì il suo quartier generale a Cochin (Cochim, Kochi). I successivi governatori portoghesi non erano sempre di rango vicereale. Dopo il 1510, la capitale del vicereame portoghese è stata trasferita a Goa. Fino al XVIII secolo, il governatore portoghese di Goa ha autorità su tutti i possedimenti portoghesi nell'oceano Indiano, dall'Africa meridionale al Sud-est asiatico. Nel 1752 il Mozambico portoghese ha avuto il suo proprio governo separato e nel 1844 il governo portoghese dell'India ha cessato di amministrare il territorio di Macao, Solor e Timor portoghese, e la sua autorità era limitata al possedimenti coloniali della costa del Malabar dell'India.
Al momento della indipendenza dell'India dalla Gran Bretagna nel 1947, l'India portoghese comprendeva una serie di enclavi sulla costa occidentale dell'India, tra cui la stessa Goa, nonché le enclavi costiere di Daman (portoghese: Damão) e Diu, e le enclavi di Dadra e Nagar Haveli, che si trovano nell'entroterra di Daman. I territori dell'India portoghese a volte sono stati indicati collettivamente come Goa. Il Portogallo ha perso queste ultime due enclavi nel 1954 e, infine, le altre tre nel dicembre del 1961, quando sono state prese dall'India con un'azione militare (anche se il Portogallo ha riconosciuto la sovranità indiana solo nel 1975, dopo la Rivoluzione dei garofani e la caduta del regime dell'Estado Novo).

Da allora, il Portogallo ha ripristinato le relazioni diplomatiche con l'India, a partire dal riconoscimento della sovranità indiana sull'antico Stato portoghese dell'India. Tuttavia, ai suoi abitanti che lo desideravano, è stata data la possibilità di mantenere la cittadinanza portoghese, limitata nel 2006 solo per i nati sotto il regime portoghese.

## Storia

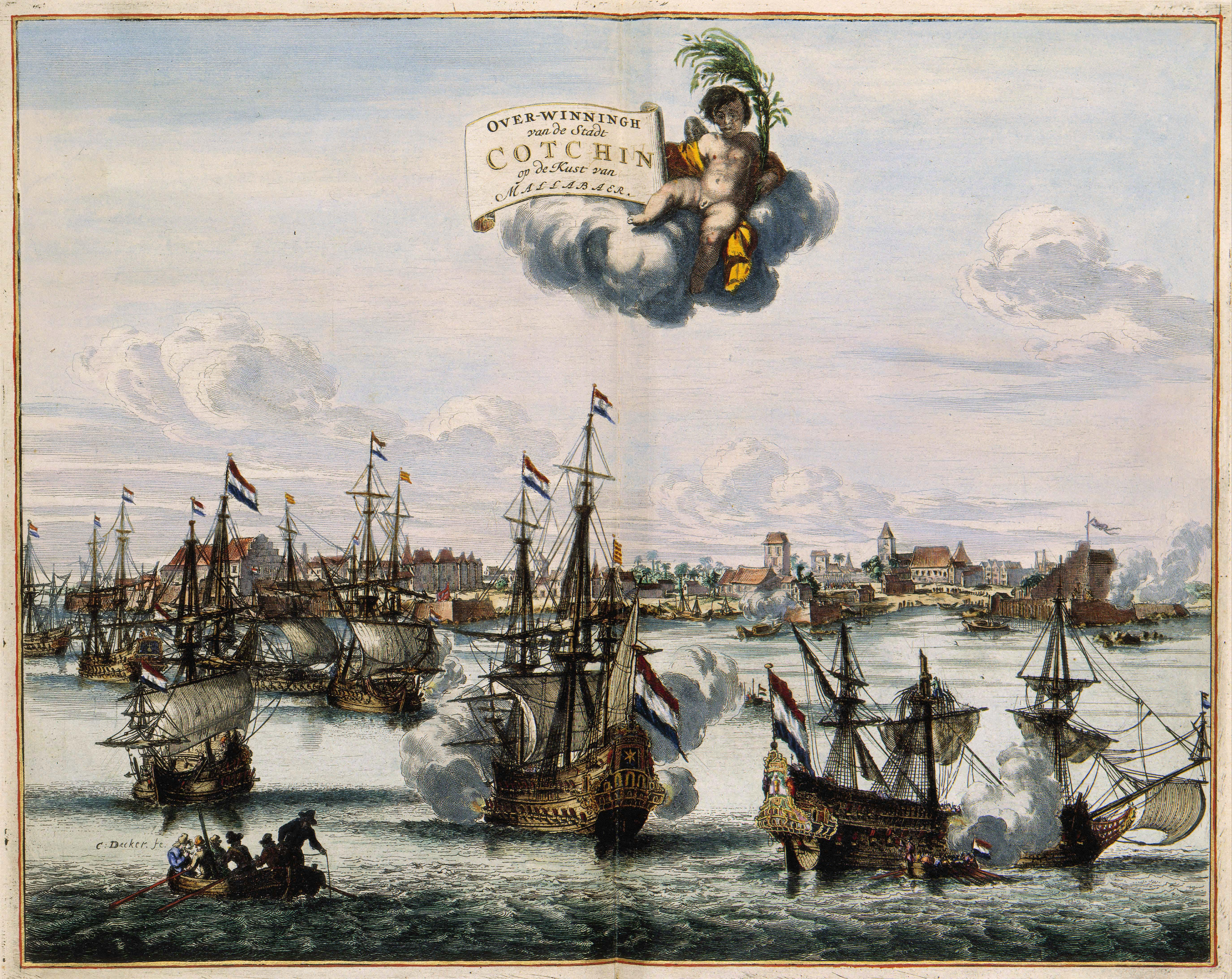
La conquista di Cochin da parte degli olandesi - di Rijckloff van Goens nel 1663. Atlante di van der Hagen, 1682

Il primo contatto portoghese coll'India è avvenuto il 20 maggio del 1498, quando Vasco da Gama gettò l'ancora a Calicut. Dopo alcune controversie con i commercianti arabi che detenevano il monopolio delle spezie attraverso percorsi via terra, Vasco da Gama riuscì a ottenere un'ambigua lettera di concessione dei diritti commerciali dallo Zamorin, il governatore locale di Calicut, ma dovette uscire in mare senza preavviso, dopo che lo Zamorin aveva insistito che egli vendesse tutti i suoi beni come garanzia. Vasco da Gama mantenne i suoi beni, ma lasciò il paese, lasciando sul posto alcuni portoghesi con l'ordine di stabilire un porto commerciale.
Dal ritorno di da Gama, la Corona del Portogallo iniziò a organizzare l'invio periodico (annuale) di flotte in India: la c.d. Armata d'India.
Nel 1510, l'ammiraglio Afonso de Albuquerque sconfisse i sultani di Bijapur, in una disputa sulla sovranità territoriale in favore di un governatore locale, Timayya, che portò all'insediamento dei portoghesi a Velha Goa (v.si Conquista portoghese di Goa). Goa divenne così il centro del governo indiano e la residenza del viceré o governatori dell'India.
Nel frattempo, i portoghesi avevano conquistato molti territori del Sultanato di Gujarat: Daman (occupato nel 1531, formalmente ceduto nel 1539), Salsette (Salcete), Bombay (ora Mumbai) e Vasai (occupata nel 1534) e Diu (ceduto nel 1535). Questi beni diventarono la "Província do Norte" dell'Estado da Índia, che si estendeva su 100 km di costa da Daman a Chaul. La provincia era governata dalla fortezza di Chaul.
Le stesse costituivano i primi territori coloniali o Velhas Conquistas.

Mumbai sarebbe stata ceduta all'Impero britannico nel 1661 come dote per il matrimonio tra l'Infanta Donna Caterina di Braganza, principessa di Beira, e il re Carlo II d'Inghilterra. Tra il 1713 e il 1788, la superficie di Goa triplicò con l'incorporazione delle Novas Conquistas. Tuttavia furono molti i centri che nella prima metà del secolo sono stati conquistati dai Maratti. La maggior parte della "Provincia del Nord" fu perduta progressivamente fino al 1739. Il Portogallo ha preso possesso di Dadra e Nagar Haveli nel 1779. Intorno alla metà del secolo i possedimenti indiani (Estado da Índia) componevano un Viceregno, che aveva per capitale Goa (1510) da cui dipendevano direttamente i centri di Panjim, Angediva, Divar, Benasterim. Gli altri governatorati erano costituiti da:
- Diu con le dipendenze di Simbor, Gongolà
- Mangalore con le dipendenze di Mormugan, Onore, Satgaon, Cranganore, Batticaloa, Hougli, S. Thomè de Meliapur (fino al 1749)
- Damão con São Gens, Danu, Serra de Asseerim, Agassaim, F.te Manora, Daboul, Parel, Vadala, Vorli, Mazagan e il Nagar Aveli dal 1780

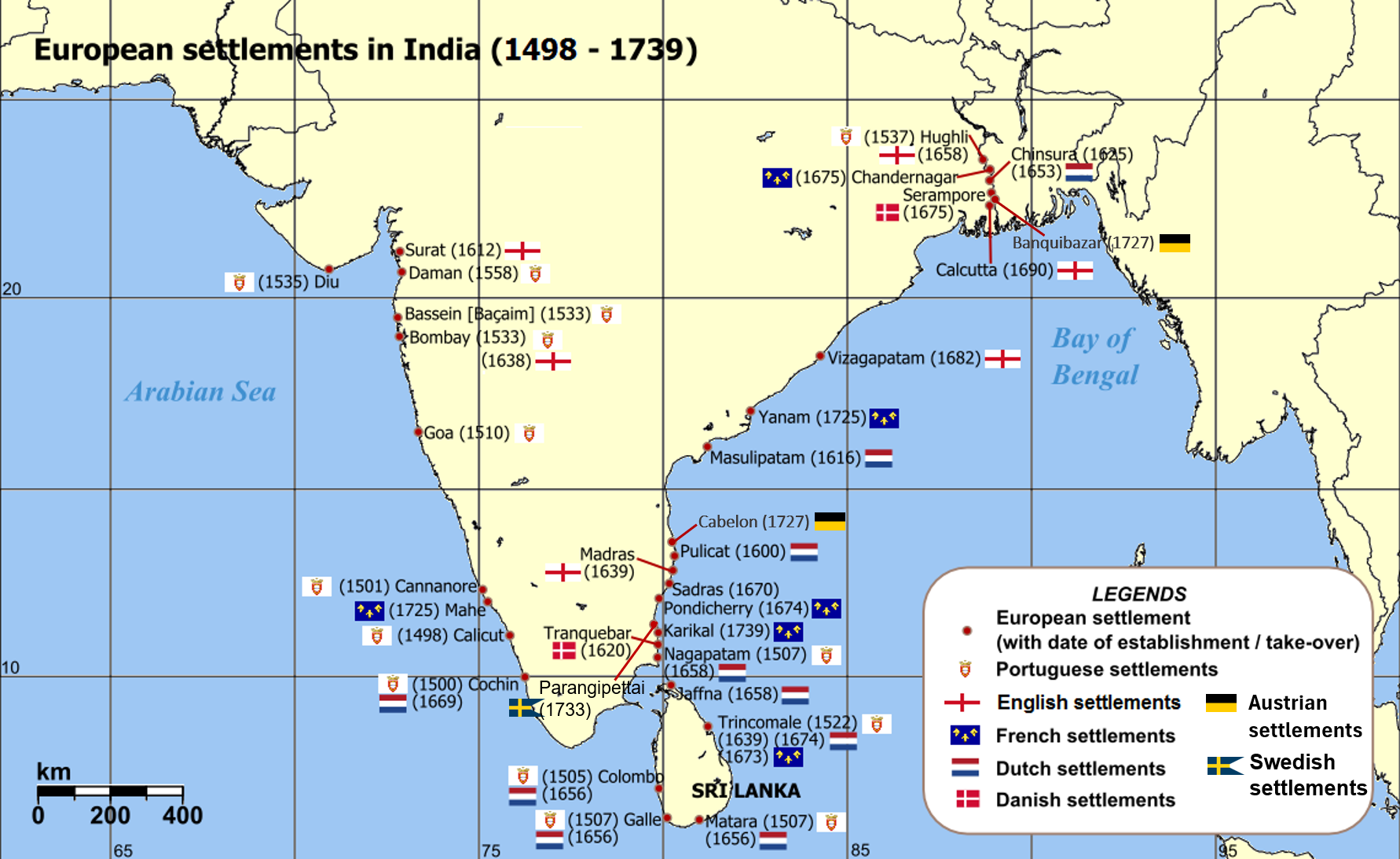
Insediamenti portoghesi e di altri paesi europei in India.

- Insediamenti portoghesi e di altri paesi europei in India.Salsette con Trapor, Sirgan, Mahim, Bassein, Chaoul, F.te Caranja, Quelme, Danu, Thane, Bandora, Asserim, completamente conquistata dai Maratti tra il 1737 e il 1740
- isola di Timor, porzione dell'isola indonesiana (1702) con capoluogo a Lifau e le dipendenze di Solor, Larantuka, Cupan e Dili, * gli stabilimenti commerciali di Tatta, Cochin, Divan, Panane e Bardez e la fattoria commerciale di Mascate
- isola di Flores nel Mare della Sonda
- Macao (Cidade do Santo Nome de Deus de Macao)

Vi dipendevano inoltre la Capitanìa General do Moçambique (Mozambico e Sofala fino al 1752 con i governatorati di Mozambico, Quelimane, Tete, Quiloa, Nova Sofala, Sena, Inhambane, Zumbo, Luabo, Querimbe e isole di Cabo Delgado e il governo militare di Forte Jesus a Mombasa (1628-1783), la fattoria commerciale a Mascate. Inoltre vi erano una serie di vasti latifondi privati nella regione detta "Zambesia", appartenenti a varie famiglie portoghesi (Massangan, Gorongola, Massagir,
Maranga).
Nel 1843 la capitale venne trasferita a Panaji, poi ribattezzato "Nova Goa", quando divenne ufficialmente la sede amministrativa del governo dell'India portoghese, sostituendo la città di Goa (ora "vecchia Goa"), anche se il Viceré ha vissuto lì dal 1º dicembre del 1759. Prima di trasferirsi in città, il viceré ha fatto rimodellare la fortezza di Yusuf Adil Shah (Adil Khan o Hidalcão per i portoghesi), trasformandola in un palazzo.
Dopo che l'India guadagnò l'indipendenza dalla Gran Bretagna nel 1947, il Portogallo rifiutò di negoziare il trasferimento dei propri territori coloniali sotto la sovranità dello Stato indiano. Il 12 dicembre 1961, con l'operazione Vijay dell'esercito indiano, Goa fu occupata e annessa all'Unione indiana. Assieme a Daman e Diu divenne un cosiddetto "territorio dell'Unione" indiana. Il 30 maggio 1987 Goa divenne il venticinquesimo Stato indiano, mentre Daman e Diu rimasero territori dell'Unione.

## Componenti nel 1947
Tre enclave:
- Goa
- Diu
- Daman